# Picea spinulosa
Picea spinulosa ((Griff.) A.Henry, 1906) è una specie di peccio appartenente alla famiglia delle Pinaceae nativo della zona himalayana del Bhutan, dell'India (Sikkim, Arunachal Pradesh) e della Cina (Tibet, bacino del Brahmaputra).

## Etimologia
Il nome generico Picea, utilizzato già dai latini, potrebbe, secondo un'interpretazione etimologica, derivare da Pix picis = pece, in riferimento all'abbondante produzione di resina. Il nome specifico spinulosa deriva dal latino (da spinula diminutivo di spina), ma non è chiaro a quale carattere morfologico fece riferimento William Griffith.

## Descrizione

### Portamento
Albero alto 50-60 metri con tronco monopodiale diritto di diametro fino a 2,5 metri; i rami del primo ordine sono lunghi, sviluppati orizzontalmente e cascanti. I rami del secondo ordine sono anch'essi lunghi, snelli e pendenti. La chioma è piramidale, negli esemplari anziani largamente colonnare, o aperta e irregolare. I virgulti sono slanciati, flessibili, di colore grigio giallastro pallido o marrone pallido, prominentemente scanalati, glabri; i pulvini sono stretti, lunghi 1-1,5 mm, disposti a 60°-80° sul germoglio .

### Foglie
Le foglie sono aghiformi, lineari, dritte o lievemente ricurve e disposte a raggio sui germogli pendenti, con sezione trasversale rombica o quadrangolare, di colore verde scuro lucido superiormente e con bande stomatiche bianco-bluastre inferiormente, lunghe 1,5-3,5 cm e con punte pungenti; normalmente sono prive di stomi, ma talvolta presenti sulla faccia superiore in 1-2 linee, e disposti in 4-5 linee su due bande inferiormente. Le gemme vegetative sono ovoidali, ottuse, lunghe 5–7 mm, poco resinose; hanno perule ovate, ottuse, di colore arancione-marrone o rosso-marrone, persistenti per parecchi anni.

### Fiori
Sono strobili maschili gialli, ascellari, lunghi 2-2,5 cm.

### Frutti
I coni femminili sono terminali, cilindrici, inizialmente eretti, poi pendenti a maturazione, lunghi 6–9 cm e larghi 3-4,5 cm, da immaturi verdi o verdi-rossastri, poi marroni-rossastri, con apice ottuso  e base stretta; sono sessili o con corti peduncoli. I macrosporofilli sono obovati, spesso irregolari, lunghi 1,5–2 cm, con superficie abassiale finemente striata, lucida, glabra, con margine superiore intero o dentellato, base a cuneo. Le brattee sono rudimentali, ligulate, lunghe 3–4 mm, totalmente incluse. I semi, di color grigio o marrone, sono ovoidali-oblunghi, lunghi 4,5 mm, e con parte alata ovata-oblunga, lunga 8–14 mm, di colore arancione-marrone.

### Corteccia
La corteccia è rugosa e a scaglie, nei tronchi più larghi fortemente fessurata, di colore grigio-marrone o grigio.

## Distribuzione e habitat
Vegeta a quote di alta montegna comprese tra i 2700 e i 3600 m, in coabitazione con altre conifere come Abies densa, Pinus wallichiana e Tsuga dumosa. Nel sottobosco sono presenti Taxus wallichiana e specie dei generi Rhododendron e Sorbus.

## Tassonomia

### Sinonimi
Sono riportati i seguenti sinonimi:
- Abies spinulosa Griff.
- Picea morindoides Rehder
- Picea spinulosa var. pseudobrachytyla Silba
- Picea spinulosa subsp. pseudobrachytyla (Silba) Silba
- Picea spinulosa subsp. yatungensis (Silba) Silba
- Picea spinulosa var. yatungensis Silba
- Pinus spinulosa (Griff.) Griff.

## Usi
Fornisce un legno di buona qualità utilizzato localmente, ma il suo sfruttamento non è mai stato sviluppato in maniera massiva. In Gran Bretagna viene coltivato a fini ornamentali.

## Conservazione
Il peccio del Sikkim possiede un vasto areale e il suo sfruttamento non è eccessivo; per questo motivo viene classificata come specie a rischio minimo nella Lista rossa IUCN.